# Yernes y Tameza
Yernes y Tameza is een gemeente in de Spaanse provincie Asturië in de regio Asturië met een oppervlakte van 31,63 km². Yernes y Tameza telt 155 inwoners (1 januari 2016).

## Demografische ontwikkeling
Bron: INE, 1857-2011: volkstellingen

## Sport
In Yernes y Tameza bevindt zich de beklimming Colláu Fancuaya die onderdeel uitmaakt van de Montes de Yernes y Tameza. De beklimming is 10,2 km lang aan 7,9% gemiddeld en de weg gaat naar een hoogte van 1084m. In 2022 won de Australiër Jay Vine er een etappe in de Ronde van Spanje.